# Eurytoma bigeloviae
Eurytoma bigeloviae är en stekelart som beskrevs av William Harris Ashmead 1890. Eurytoma bigeloviae ingår i släktet Eurytoma och familjen kragglanssteklar. Inga underarter finns listade i Catalogue of Life.